# 普拉蒂巴·帕蒂尔
普拉蒂巴·帕蒂尔（1934年12月19日—），印度律师、政治家，印度国大党成员，曾任拉贾斯坦邦邦长，前任印度总统。

## 生平
1934年12月19日出生于印度中部马哈拉施特拉邦的一个检察官家庭。她早年毕业于孟买的政府法律学院，获法律学士和艺术学硕士学位。1962年，帕蒂尔当选马哈拉施特拉邦议会议员，开始了从政生涯。1986年，她当选为议会联邦院（上院）副议长，1988年担任马哈拉施特拉邦的国大党主席，1991年当选为印度议会人民院（下院）议员。2004年，她出任印度拉贾斯坦邦邦长，成为印度历史上第一位女邦长。
2007年6月14日，帕蒂尔被联合进步联盟推举为印度总统候选人。7月21日当选为印度首位女总统。
帕蒂尔的丈夫谢卡瓦特是一名教育家，也曾担任过议员和市长的职务，有一双儿女。